# Tramea basilaris
Tramea basilaris är en trollsländeart. Tramea basilaris ingår i släktet Tramea och familjen segeltrollsländor. IUCN kategoriserar arten globalt som livskraftig.

## Underarter
Arten delas in i följande underarter:
- T. b. basilaris
- T. b. burmeisteri

## Bildgalleri

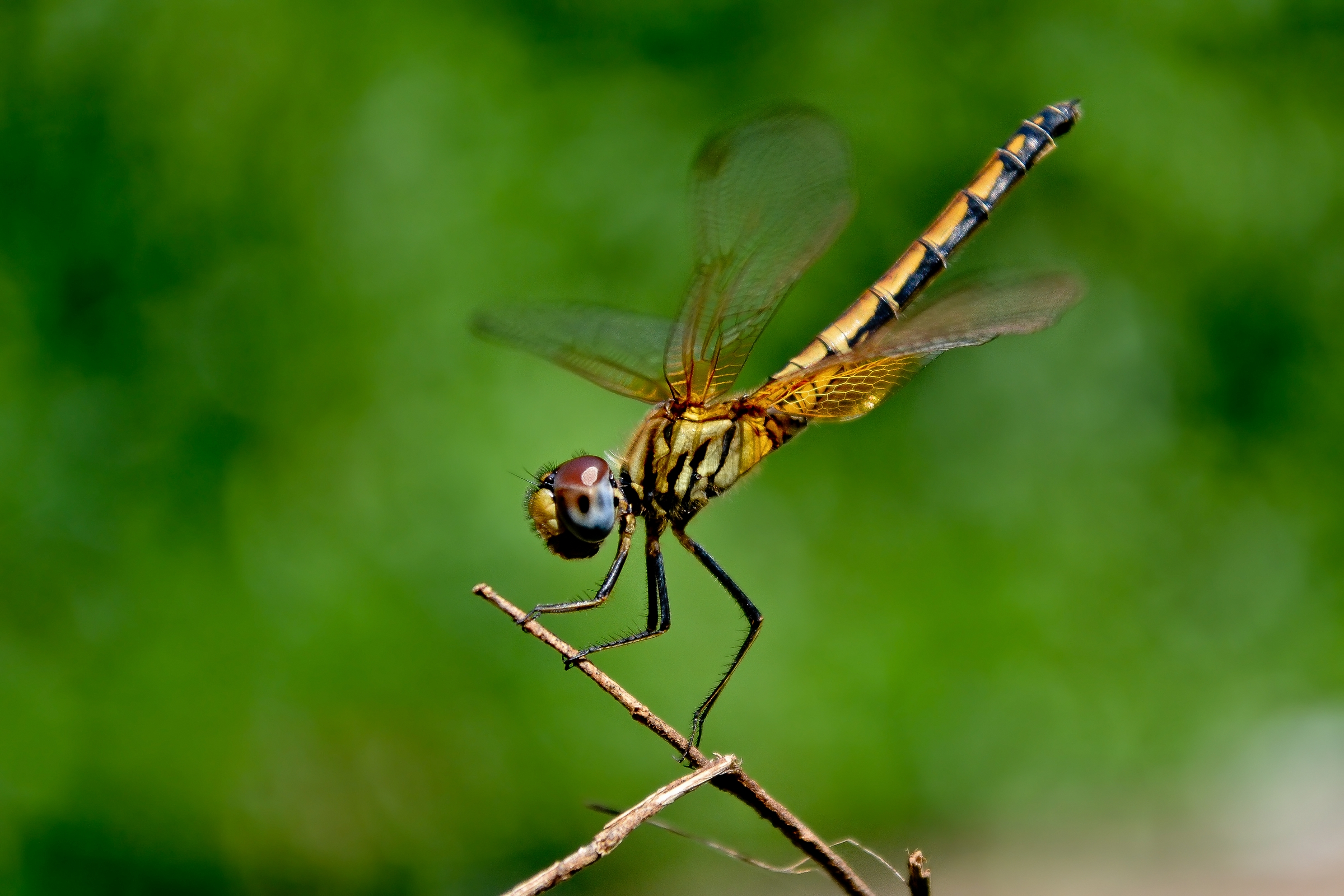